# 二龙乡 (镇平县)
二龙乡，是中华人民共和国河南省南阳市镇平县下辖的一个乡镇级行政单位。

## 行政区划
二龙乡下辖以下地区：
二龙村、王坪村、付家庄民村、东马沟村、下河村、清凉树村、老坟沟村、东山村、凉水坪村、碾坪村、枣子营村、四棵村、石庙村和三谭村。